# Győröcske
Győröcske község Szabolcs-Szatmár-Bereg vármegyében, a Záhonyi járásban. 211 hektáros kiterjedésével a vármegye legkisebb közigazgatási területű települése.

## Fekvése
A vármegye északi peremvidékén fekszik, a Tisza bal partján, közvetlenül a szlovák határ mentén, és alig 2 kilométerre Magyarország, Szlovákia és Ukrajna hármashatárától.
A határ magyar oldalán csak két szomszédja van: északkelet felől Záhony, dél felől pedig Tiszabezdéd. Szlovákia felől (a Tisza túlpartján) a két legközelebbi település Nagytárkány (Veľké Trakany) és Kistárkány (Malé Trakany), úgy tűnik, hogy Győröcske mindkettővel határos.

### Megközelítése
A település keleti határszélén végighúzódik, dél-északi irányban a 4-es főút, ez a legfontosabb közúti megközelítési útvonala Nyíregyháza-Kisvárda, továbbá az ország távolabbi részei, illetve Záhony felől is. A főút nyomvonala néhány évtizeddel ezelőtt még végigvezetett Győröcske belterületén is, az a régi nyomvonal jelenleg a 4147-es útszámozást viseli mellékútként; a község lakott területe közúton kizárólag ez utóbbi úton érhető el.
Vasútvonal nem érinti a települést, de a közelében húzódik a MÁV 100-as számú Budapest–Záhony-vasútvonala. A legközelebbi vasúti megállóhely Tiszabezdéd megállóhely a falutól mintegy 2,5 kilométerre délre, a 4147-es út és a vasút keresztezésénél; a legközelebbi vasútállomás Záhony vasútállomás körülbelül 5 kilométerre északkeletre, Záhony központjának délkeleti szélén.

## Története
Az Árpád-kori település; Győröcske nevét az oklevelek 1291-ben említették először Gyeur néven.
A falu a Gutkeled nemzetség birtokai közé tartozott. Birtokosa is az e nemzetségből származó György, Sándor bán fia volt.
1291-ben-ben a Gutkeled nemzetséghez tartozó Pál bán volt a település földesura, aki még ez évben (1291) - mint rokonától örökölt birtokot - az ugyancsak rokon, e nemzetséghez tartozó Hodosnak adta el, aki a Szakoly (Zokol) család őse volt, Győröcske a Gutkeledeké maradt a későbbi évszázadokban is. A 16. században Várdaiaké, Várdai István birtoka volt, majd a század végén a homonnai Drugeth család ungvári uradalmához tartozó település volt. A 18. században a Sennyey, majd a báró Ghillányi család birtoka lett.
A trianoni békeszerződés előtt Ung vármegyéhez tartozott, az 1923-as megyerendezés során Szabolcs és Ung k.e.e. vármegye része lett. Az 1938-as első bécsi döntést követően, amikor Ung vármegye újraalakult, Győröcskét a szomszédos Záhonnyal együtt véglegesen Szabolcshoz csatolták, majd az 1950-es megyerendezéskor az akkor létrejött Szabolcs-Szatmár megyéhez.

## Közélete

### Polgármesterei
- 1990–1994: Ifj. Révész Béla (független)[4]
- 1994–1998: Batári Ferenc István (független)[5]
- 1998–2002: Batári Ferenc (független)[6]
- 2002–2006: Batári Ferenc (független)[7]
- 2006–2010: Batári Ferenc István (független)[8]
- 2010–2014: Batári Ferenc István (független)[9]
- 2014–2019: Batári Ferenc István (független)[10]
- 2019–2024: Batári Ferenc István (független)[11]
- 2024– : Batári Ferenc István (független)[1]

## Népesség
A település népességének változása:
| Lakosok száma | 124  | 128  | 135  | 150  | 110  | 106  | 102  |
|               | 2013 | 2014 | 2015 | 2021 | 2022 | 2023 | 2024 |

2001-ben lakosságának közel 100%-a magyar nemzetiségűnek vallotta magát.
A 2011-es népszámlálás során a lakosok 90,7%-a magyarnak, 3,1% ukránnak mondta magát (9,3% nem nyilatkozott; a kettős identitások miatt a végösszeg nagyobb lehet 100%-nál). A vallási megoszlás a következő volt: római katolikus 18,6%, református 48,8%, görögkatolikus 3,1%, felekezeten kívüli 3,9% (25,6% nem válaszolt).
2022-ben a lakosság 85,5%-a vallotta magát magyarnak, 1,8% egyéb, nem hazai nemzetiségűnek (14,5% nem nyilatkozott; a kettős identitások miatt a végösszeg nagyobb lehet 100%-nál). Vallásuk szerint 10,9% volt római katolikus, 42,7% református, 3,6% görög katolikus, 1,8% felekezeten kívüli (40,9% nem válaszolt).